# Pseudois schaeferi
La pecora azzurra nana o bharal nano, Pseudois schaeferi, è una specie minacciata di capride diffusa in Cina e Tibet. Vive sulle basse, aride ed erbose pendici della gola dello Yangtze superiore nella contea di Batang della provincia del Sichuan, ed in una piccola parte della regione autonoma tibetana, dove è noto con il nome locale di Rong-na.
Ritenuto originariamente una sottospecie di bharal (Pseudois nayaur), si iniziò a considerarlo una specie separata in seguito ad alcuni studi morfologici effettuati negli anni '70. Comunque, recenti analisi molecolari hanno mostrato che le differenze tra le due specie sono minime, il che suggerisce che vada considerato nuovamente una sottospecie di bharal.
La pecora azzurra nana si differenzia dal bharal soprattutto per le dimensioni, dal momento che i maschi adulti pesano intorno ai 35 kg, circa la metà del bharal. In questa specie si riscontra un minore dimorfismo sessuale e le femmine di entrambe le specie sono molto simili. Il mantello è color grigio acciaio con dei riflessi argentati, colorazione in generale più scura di quella del bharal, e le corna dei maschi sono più piccole, più sottili e più verticali, ed inoltre non si arricciolano all'interno.
Nel 2000 si stimava che sopravvivessero solamente 200 esemplari di pecora azzurra nana. Questa specie viene cacciata e nel suo areale limitato non può mettersi al riparo dall'uomo e dal bestiame. Sebbene nel 1995 venne costituita attorno a Zhubalong una riserva di 142,4 km quadrati, le attività umane in quei luoghi non sono mai cessate.